# Zwierzęta ureoteliczne
Zwierzęta ureoteliczne (łac. urea – mocznik) – zwierzęta, które w wyniku procesów metabolicznych wydalają większość azotu w postaci mocznika. Katabolizm białek i aminokwasów prowadzi u tej grupy zwierząt do powstania amoniaku, który w cyklu mocznikowym (zachodzącym w hepatocytach) przekształcany jest w mocznik. Innym źródłem mocznika jest katabolizm puryn.
W ten sposób azot wydalają ryby chrzęstnoszkieletowe (u których wytwarzanie mocznika jest częścią osmoregulacji), płazy (tylko dorosłe) oraz ssaki (w tym człowiek), a także niektóre lądowe skąposzczety (np. dżdżownica), których charakterystyczne komórki chloragogenowe syntetyzują mocznik.